# Lussant
Pour les articles homonymes, voir Lussan.
Lussant est une commune du Sud-Ouest de la France située dans le département de la Charente-Maritime (région Nouvelle-Aquitaine).
Ses habitants sont appelés les Lussantais et les Lussantaises.

## Géographie
Lussant est une commune rurale située au-delà de la vallée de la Charente en amont de Tonnay-Charente, aux confins occidentaux de l'ancienne province de la Saintonge.
Sur un plan plus général, la commune de Lussant est située dans le Sud-Ouest de la France, au centre de la côte atlantique dont elle est distante d'une vingtaine de kilomètres à vol d'oiseau, faisant partie du « Midi atlantique ».

### Communes limitrophes
| Tonnay-Charente | Moragne     |                        |
| Cabariot        | Lussant     | Saint-Coutant-le-Grand |
|                 | Champdolent |                        |

## Urbanisme

### Typologie
Au 1er janvier 2024, Lussant est catégorisée bourg rural, selon la nouvelle grille communale de densité à 7 niveaux définie par l'Insee en 2022.
Elle est située hors unité urbaine. Par ailleurs la commune fait partie de l'aire d'attraction de Rochefort, dont elle est une commune de la couronne,. Cette aire, qui regroupe 33 communes, est catégorisée dans les aires de 50 000 à moins de 200 000 habitants,.

### Occupation des sols
L'occupation des sols de la commune, telle qu'elle ressort de la base de données européenne d’occupation biophysique des sols Corine Land Cover (CLC), est marquée par l'importance des territoires agricoles (94 % en 2018), en diminution par rapport à 1990 (95,5 %). La répartition détaillée en 2018 est la suivante : 
terres arables (38,7 %), zones agricoles hétérogènes (36,9 %), prairies (18,4 %), zones urbanisées (5,3 %), forêts (0,6 %). L'évolution de l’occupation des sols de la commune et de ses infrastructures peut être observée sur les différentes représentations cartographiques du territoire : la carte de Cassini (XVIIIe siècle), la carte d'état-major (1820-1866) et les cartes ou photos aériennes de l'IGN pour la période actuelle (1950 à aujourd'hui).

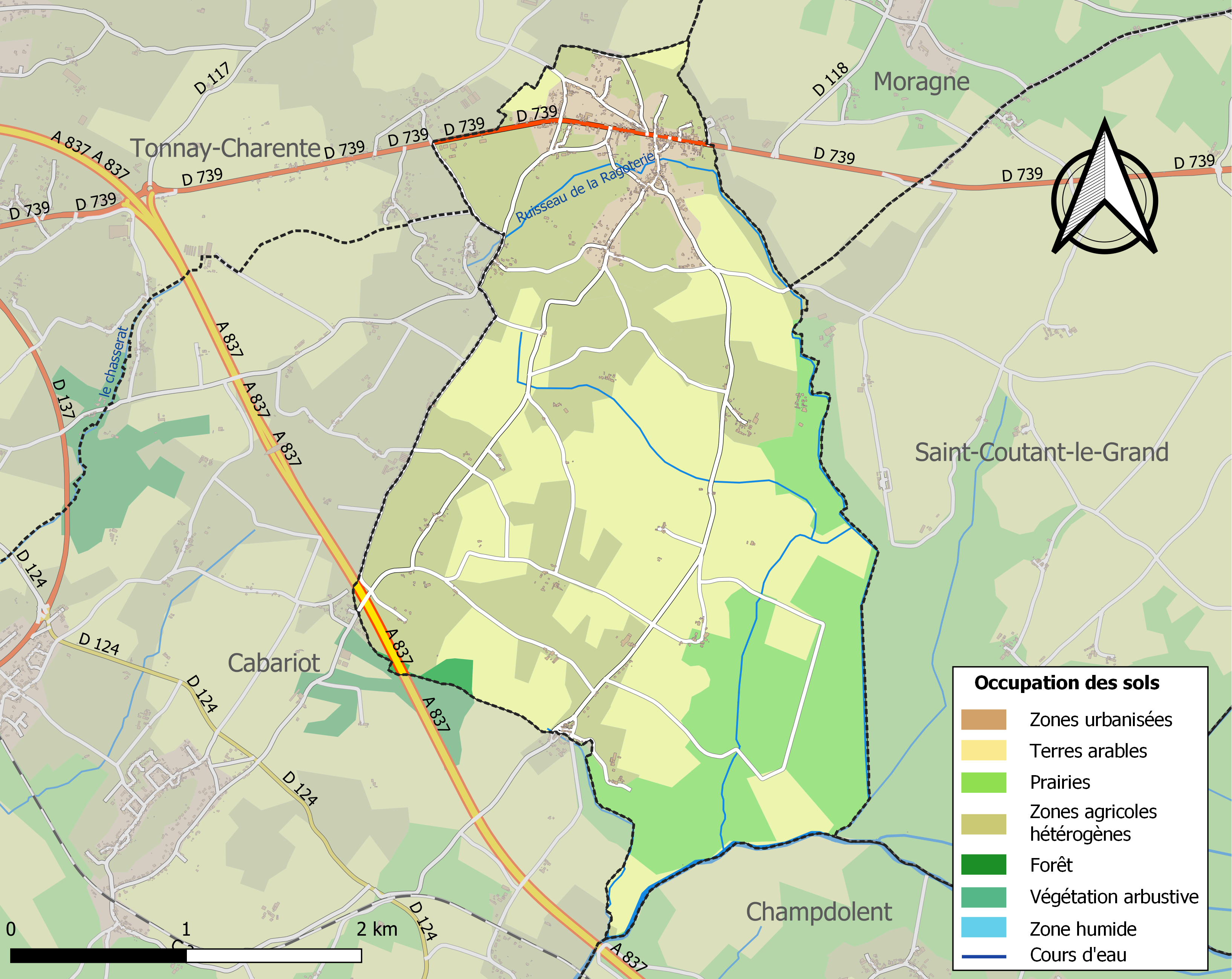
Carte des infrastructures et de l'occupation des sols de la commune en 2018 (CLC).

### Risques majeurs
Le territoire de la commune de Lussant est vulnérable à différents aléas naturels : météorologiques (tempête, orage, neige, grand froid, canicule ou sécheresse), inondations, mouvements de terrains et séisme (sismicité modérée). Il est également exposé à un risque technologique,  le transport de matières dangereuses. Un site publié par le BRGM permet d'évaluer simplement et rapidement les risques d'un bien localisé soit par son adresse soit par le numéro de sa parcelle.

#### Risques naturels
Certaines parties du territoire communal sont susceptibles d’être affectées par le risque d’inondation par débordement de cours d'eau, notamment la Boutonne,  et par submersion marine. La commune a été reconnue en état de catastrophe naturelle au titre des dommages causés par les inondations et coulées de boue survenues en 1982, 1993, 1999, 2010 et 2013,.

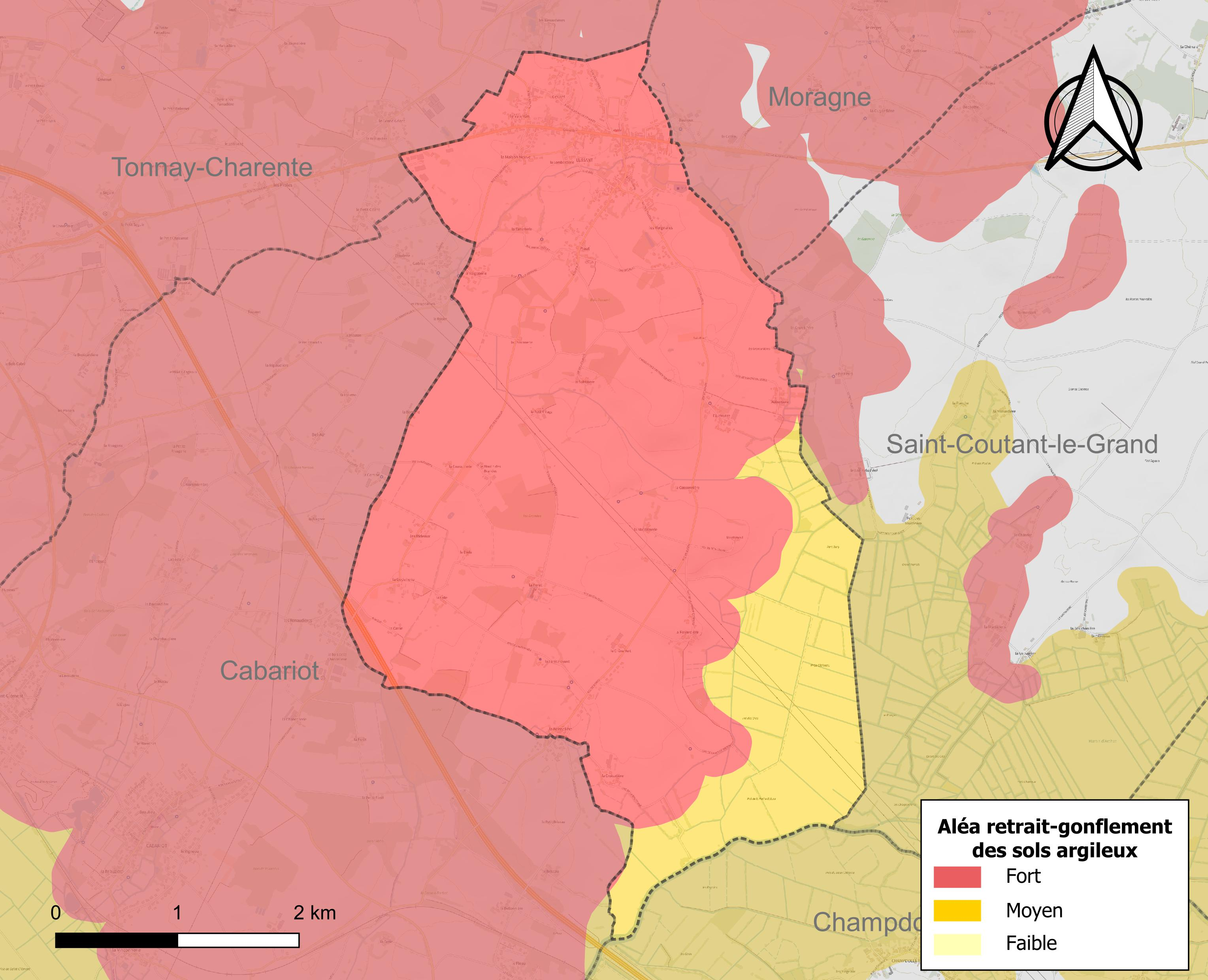
Carte des zones d'aléa retrait-gonflement des sols argileux de Lussant.

Les mouvements de terrains susceptibles de se produire sur la commune sont des tassements différentiels.
Le retrait-gonflement des sols argileux est susceptible d'engendrer des dommages importants aux bâtiments en cas d’alternance de périodes de sécheresse et de pluie. La totalité de la commune est en aléa moyen ou fort (54,2 % au niveau départemental et 48,5 % au niveau national). Sur les 432 bâtiments dénombrés sur la commune en 2019,  432 sont en aléa moyen ou fort, soit 100 %, à comparer aux 57 % au niveau départemental et 54 % au niveau national. Une cartographie de l'exposition du territoire national au retrait gonflement des sols argileux est disponible sur le site du BRGM,.
Par ailleurs, afin de mieux appréhender le risque d’affaissement de terrain, l'inventaire national des cavités souterraines permet de localiser celles situées sur la commune.
Concernant les mouvements de terrains, la commune a été reconnue en état de catastrophe naturelle au titre des dommages causés par la sécheresse en 1989, 2003, 2005 et 2009 et par des mouvements de terrain en 1999 et 2010.

#### Risques technologiques
Le risque de transport de matières dangereuses sur la commune est lié à sa traversée par une ou des infrastructures routières ou ferroviaires importantes ou la présence d'une canalisation de transport d'hydrocarbures. Un accident se produisant sur de telles infrastructures est susceptible d’avoir des effets graves sur les biens, les personnes ou l'environnement, selon la nature du matériau transporté. Des dispositions d’urbanisme peuvent être préconisées en conséquence.

#### Cours d'Eau
- La Ragoterie, Ruisseau traversant le Sud du village, va se perdre au Sud dans les rus du marais coulant vers La Charente.

## Toponymie
Le toponyme est issu de l'anthroponyme gallo-romain Lucanus, auquel a été apposé le suffixe -acum.

## Commerces et artisanat
- Garage CITROËN - mécanique et entretien
- Salon de coiffure
- Bar - tabac - presse
- Patisserie
- Boulangerie
- Agence postale
- Restaurant - Auberge de l'Etain
- Toilettage chiens et chats

## Administration

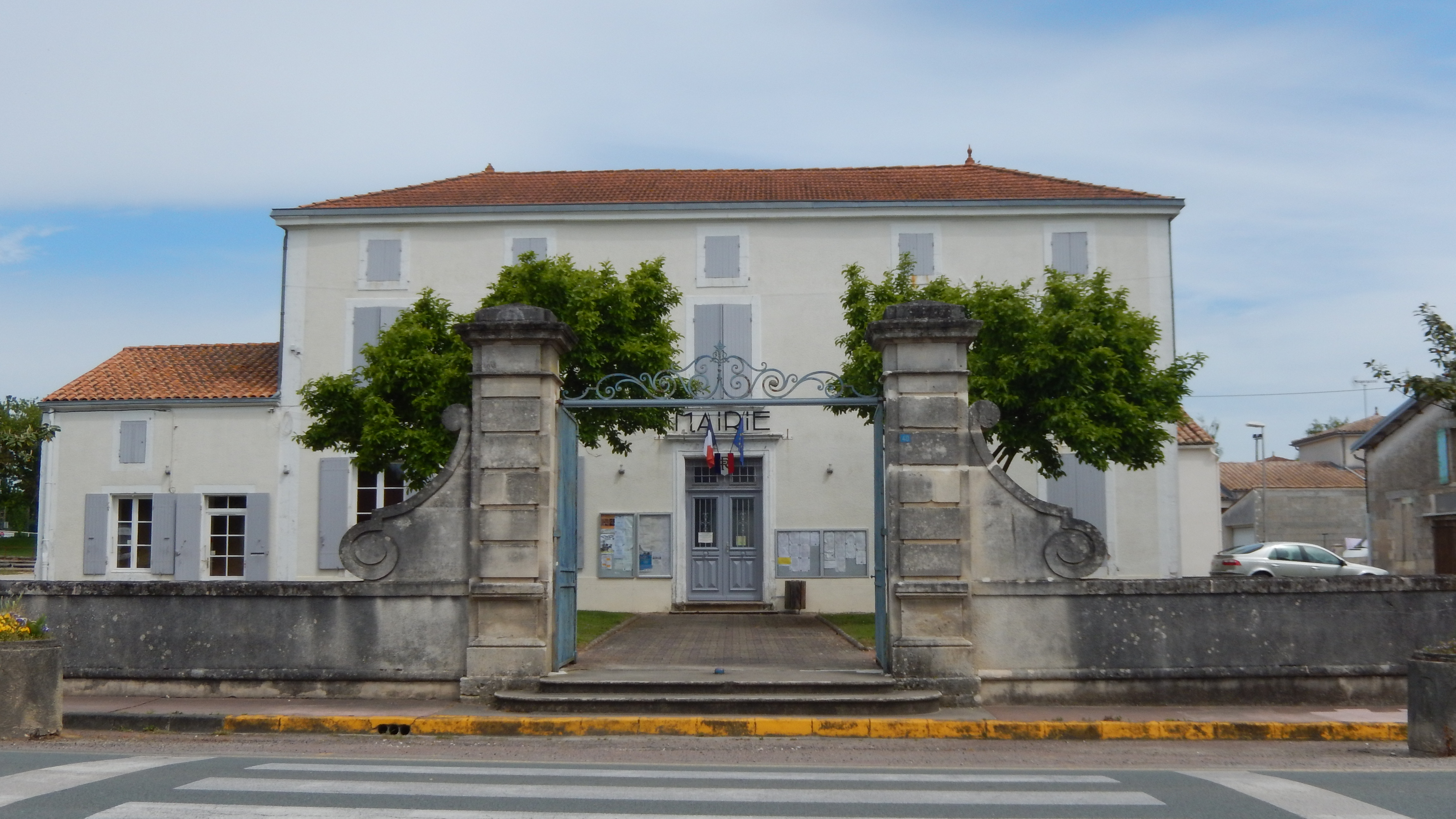
La mairie de Lussant

- Située au N° 40 - Grande rue

### Liste des maires
| Période                                  | Période  | Identité                       | Étiquette | Qualité      |
| ---------------------------------------- | -------- | ------------------------------ | --------- | ------------ |
| 1830                                     | 1839     | Jean François Xavier CRÉZONNET |           | Propriétaire |
| avant 1981                               |          | Guy GONTIER                    | SE        |              |
| Depuis 2005                              | En cours | Jacques GONTIER                | SE        | Retraité     |
| Les données manquantes sont à compléter. |          |                                |           |              |

## Démographie

### Évolution démographique
L'évolution du nombre d'habitants est connue à travers les recensements de la population effectués dans la commune depuis 1793. Pour les communes de moins de 10 000 habitants, une enquête de recensement portant sur toute la population est réalisée tous les cinq ans, les populations de référence des années intermédiaires étant quant à elles estimées par interpolation ou extrapolation. Pour la commune, le premier recensement exhaustif entrant dans le cadre du nouveau dispositif a été réalisé en 2008.

En 2022, la commune comptait 1 013 habitants, en évolution de +1,71 % par rapport à 2016 (Charente-Maritime : +4,04 %, France hors Mayotte : +2,11 %).
| 1793 | 1800 | 1806 | 1821 | 1831 | 1836 | 1841 | 1846 | 1851 |
| ---- | ---- | ---- | ---- | ---- | ---- | ---- | ---- | ---- |
| 490  | 396  | 361  | 537  | 602  | 703  | 741  | 754  | 751  |

| 1856 | 1861 | 1866 | 1872 | 1876 | 1881 | 1886 | 1891 | 1896 |
| ---- | ---- | ---- | ---- | ---- | ---- | ---- | ---- | ---- |
| 796  | 830  | 819  | 827  | 826  | 817  | 867  | 855  | 860  |

| 1901 | 1906 | 1911 | 1921 | 1926 | 1931 | 1936 | 1946 | 1954 |
| ---- | ---- | ---- | ---- | ---- | ---- | ---- | ---- | ---- |
| 810  | 876  | 813  | 729  | 694  | 655  | 644  | 662  | 643  |

| 1962 | 1968 | 1975 | 1982 | 1990 | 1999 | 2006 | 2008 | 2013 |
| ---- | ---- | ---- | ---- | ---- | ---- | ---- | ---- | ---- |
| 671  | 705  | 710  | 725  | 763  | 831  | 890  | 907  | 982  |

| 2018  | 2022  | - | - | - | - | - | - | - |
| ----- | ----- | - | - | - | - | - | - | - |
| 1 009 | 1 013 | - | - | - | - | - | - | - |

## Lieux et monuments
- L'église Saint-Pierre. La commune possède une église romane datant de la fin du XIIe siècle. La première église a ensuite été rema"niée plusieurs fois par la suite : au XIVe siècle, ajout du clocher actuel, au XVe siècle, ajout des chapelles latérales.
- Le moulin de Crolard. ayant perdu ses ailes, situé au Nord du village, au bout de la rue du même nom.
- Le vieux lavoir. situé au lieu dit l'Aubertière
- La croix des Vergnaies. Erigée à la sortie du village au lieu-dit "Les Vergnaies" en souvenir de la mission l'an 1955[réf. nécessaire].

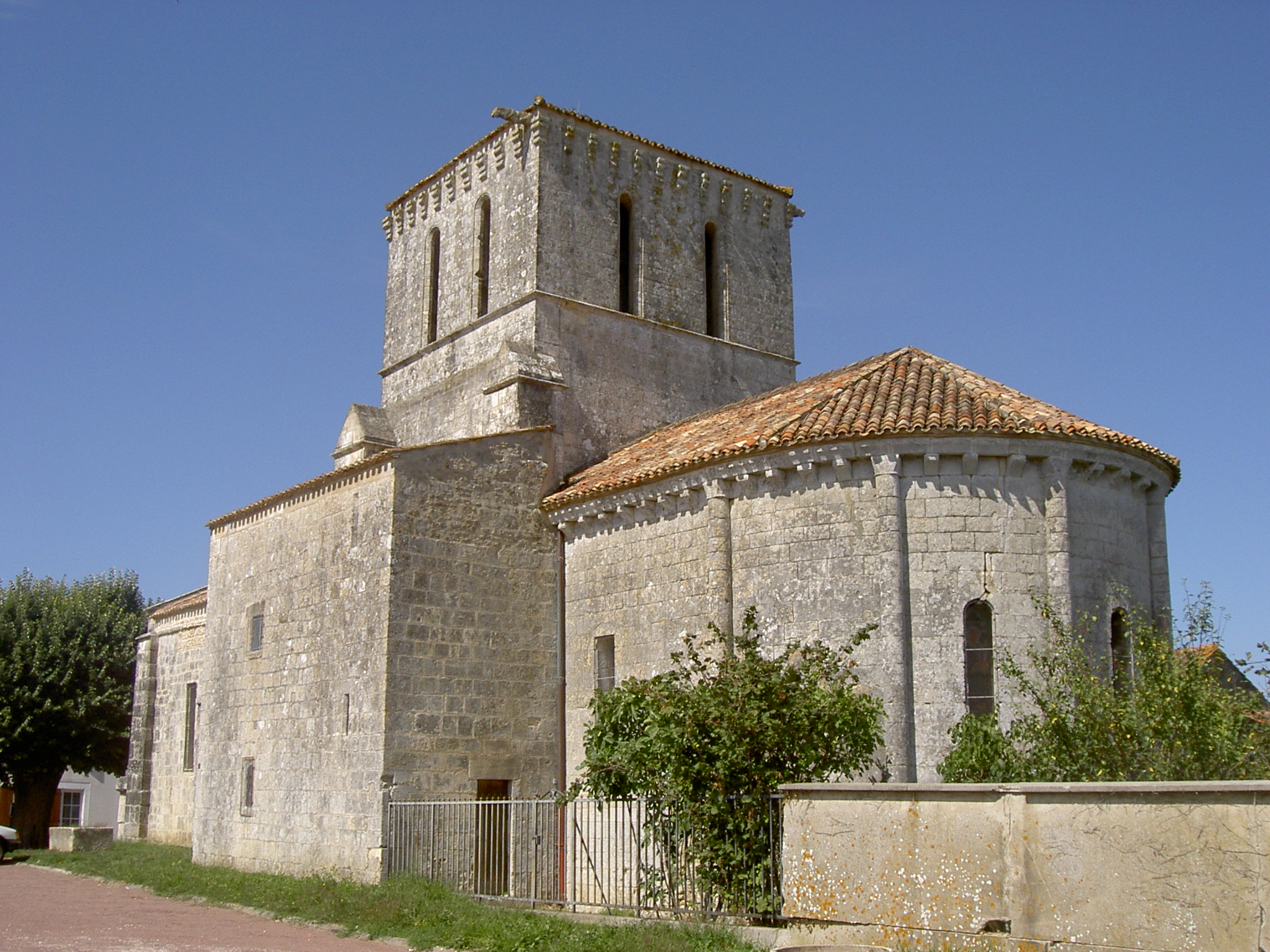
L'abside de l'église Saint-Pierre.
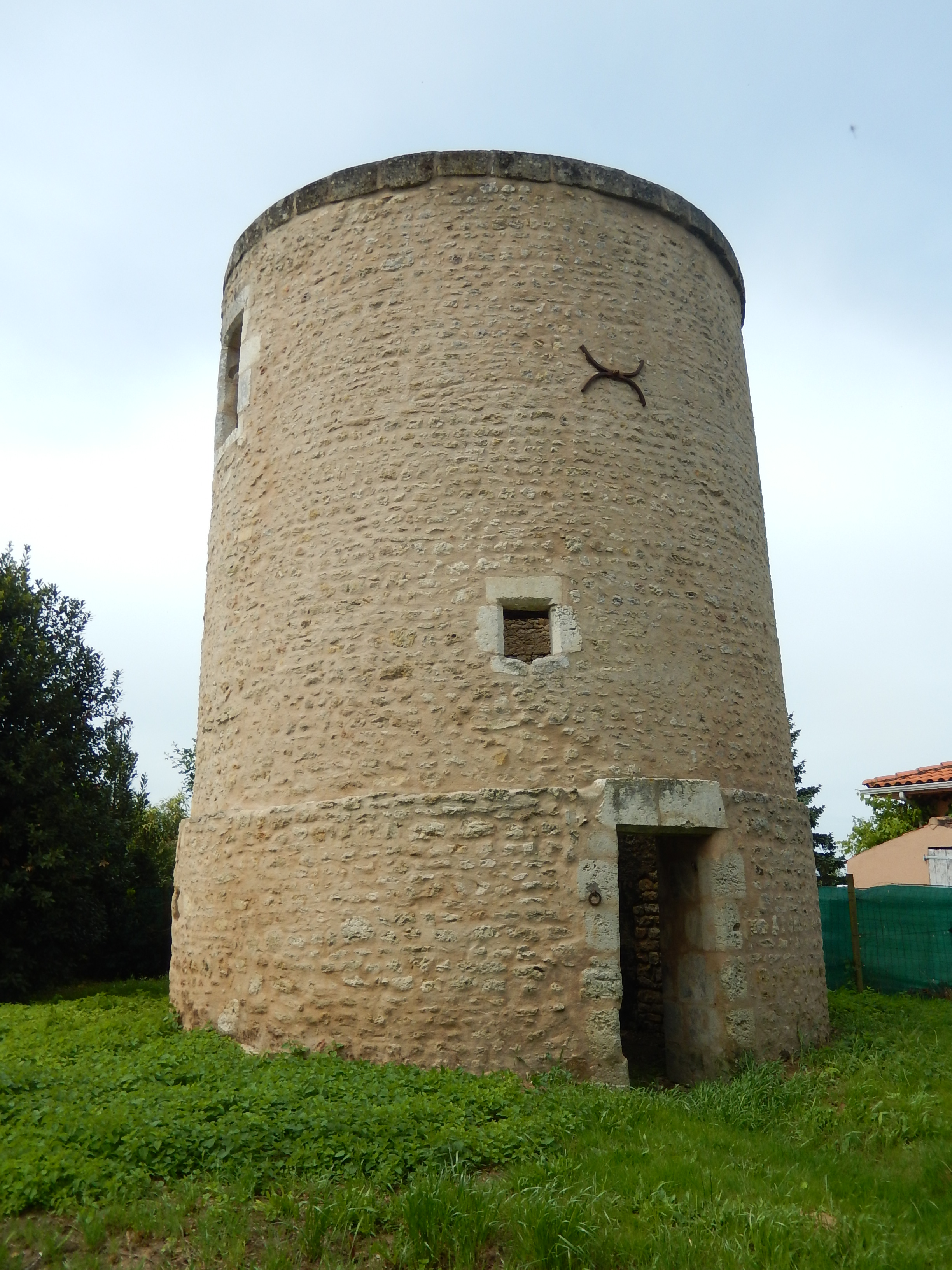
Le moulin de Crolard.
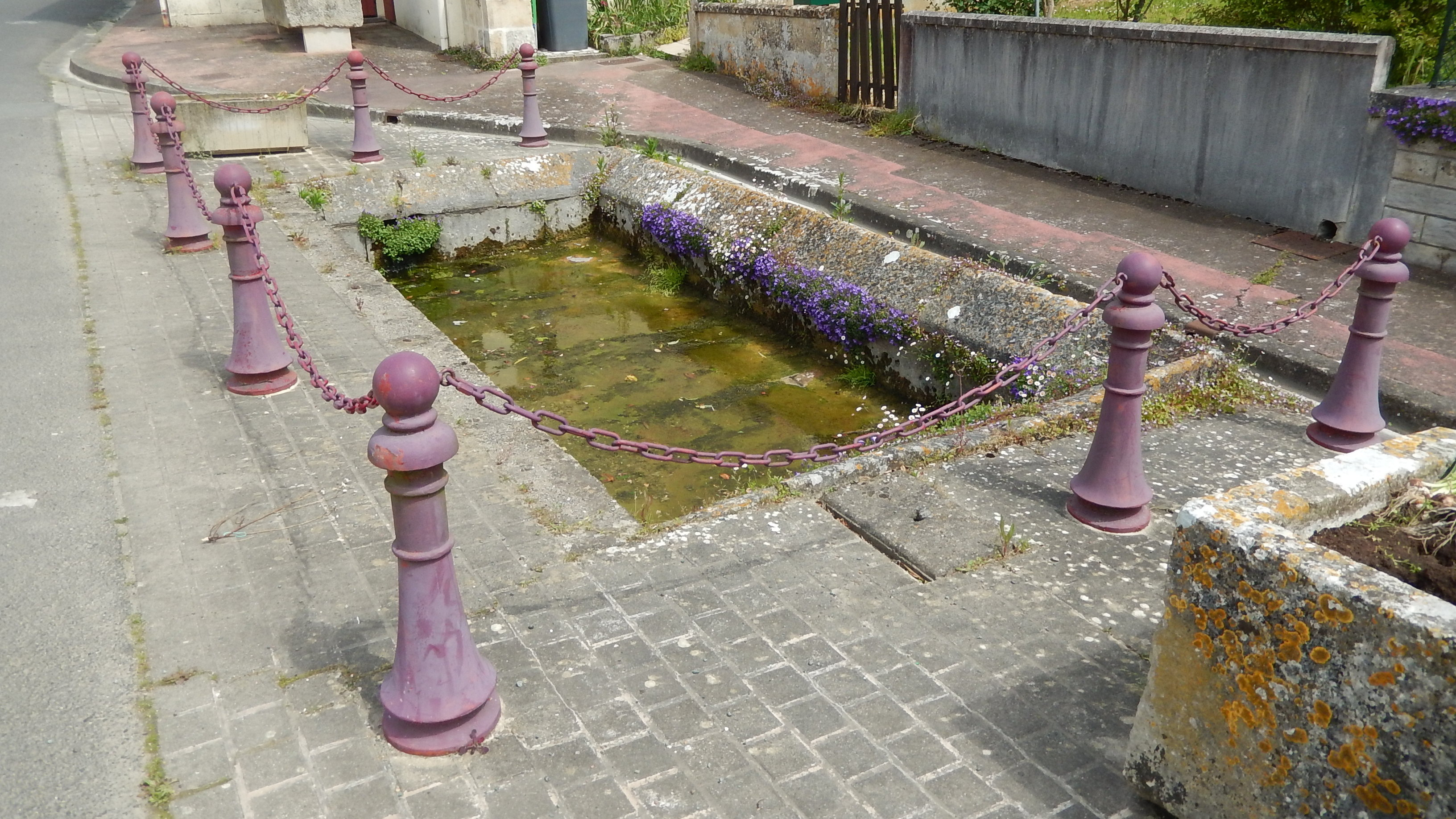
Le lavoir.
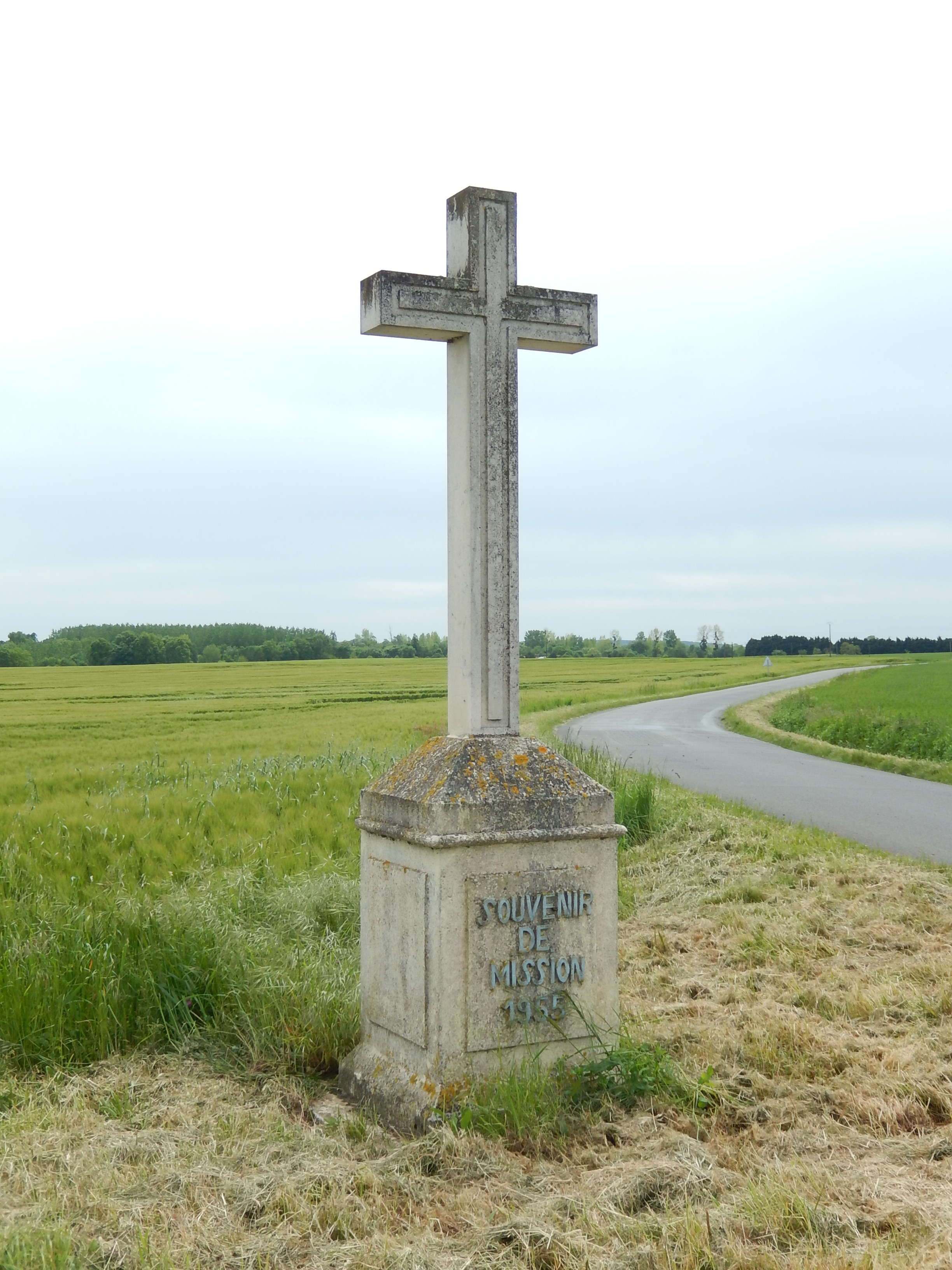
La croix des Vergnaies.